# Приходи у Русији
| >50 000 40 000 — 50 000 32 900 — 40 000 30 000 — 32 900 | 26 000 — 30 000 24 000 — 26 000 22 000 — 24 000 <22 000 |

Од 2020. године у Русији се за приходе становништва израчунава средњи доходак по глави становника, на основу чије величине се израчунавају и егзистенцијална стопа и минимална плата.

## Средњи доходак
Средњи доходак је показатељ, веће и мање плате које прима исти број људи у земљи. Овај индикатор тачније одражава ситуацију од просечне месечне плате. Дакле, према Сбериндеку у 2020. години, средња плата за све индустрије у Русији износила је 31.540 рубаља у јануару и 38.278 рубаља у децембру. У јануару 2021. износио је 33.549 рубаља, ау децембру 2021. - 42.801 рубље. У јануару 2022. средња плата била је 37429 рубаља, у децембру 2022 - 49627 рубаља.  Према информацијама које су дали експертски канали, инфлација у Русији је у септембру 2022. године износила 13,7%. Русија је заузела 45. место у свету по годишњој инфлацији. Њени суседи у рејтингу били су Чиле - такође 13,7% и Монголија - 13,8%.  Током истраживања 2022. године показало се да две трећине Руса (66%) искључује могућност да ће у блиској будућности узети кредит за куповину куће – хипотеку. Према њиховом мишљењу, разлози су ниске плате и високе стопе на хипотеке. У јануару 2023. средња плата износила је 43.500 рубаља. Средња плата у Русији у фебруару 2023. износила је 42.024 рубље.

## Остале статистике прихода
Према селективној студији Ростата за април 2021. године, просечна обрачуната (бруто) плата у Русији износила је 56.280 рубаља.
Према званичним подацима Ростата, просечан приход становништва Русије у 2020. години износио је 35.361 рубљу месечно, просечна месечна зарада износила је 51.083 рубаља, а просечна пензија 14.986 рубаља. Укупан износ новчаних прихода становништва Русије у 2020. години износио је 62 трилиона рубаља.

Према званичним подацима Росстата, од септембра 2021. просечна плата у Русији износила је 54.687 рубаља. Истовремено, број становништва са приходима испод нивоа сиромаштва (11.908 рубаља месечно) до краја 2021. износио је око 11% (више од 16 милиона људи), а током год. била је у распону од 8,5-14,2%, коју је израчунао Росстат по новој методологији.  Од 1. јануара 2022. минимална зарада у Русији износи 13.890 рубаља.

## Преглед прихода
Главне врсте прихода становништва Русије су плате (укључујући скривене) - 66%, социјална давања - 19%, пословни приход - 8%, приход од имовине - 5%, и остали приходи - 2% (према подацима за 2018. ).
Структура коришћења прихода становништва Руске Федерације: куповина роба и услуга - 75%, обавезна плаћања и различити доприноси - 12%, штедња - 8%, куповина девиза - 4%, повећање новца у рукама становништва – 2% (према подацима за 2017). Према подацима ОЕЦД-а, 2018. године у просеку 30 одсто прихода грађана трошило се само на храну, а још 23,4 одсто на стамбено-комуналне услуге, одећу и обућу, комуникације и путовања.